# Bellou-en-Houlme
Pour les articles homonymes, voir Bellou (homonymie) et Houlme.
Bellou-en-Houlme est une commune française, située dans le département de l'Orne en région Normandie, peuplée de 1 031 habitants.

## Géographie
Le marais du Grand Hazé est un site classé Natura 2000.
Couvrant 3 873 hectares, le territoire de Bellou-en-Houlme était le plus étendu du canton de Messei.
| Landigou, Échalou                          | Durcet, Sainte-Opportune          | Briouze             |
| Saires-la-Verrerie                         | Bellou-en-Houlme                  | Briouze             |
| Saires-la-Verrerie, La Ferrière-aux-Étangs | La Coulonche, Le Ménil-de-Briouze | Le Ménil-de-Briouze |

### Hydrographie
La commune est traversée par la ligne de partage des eaux entre les bassins hydrographiques Seine-Normandie et Loire-Bretagne. Elle est drainée par la Gine, le Val du Breuil, le ruisseau de la Prevostière, le ruisseau de la Source Philippe, le Varanne et divers autres petits cours d'eau,.
La Gine, d'une longueur de 11 km, prend sa source dans la commune de Durcet et se jette  dans la Rouvre à Athis-Val de Rouvre, après avoir traversé quatre communes. 

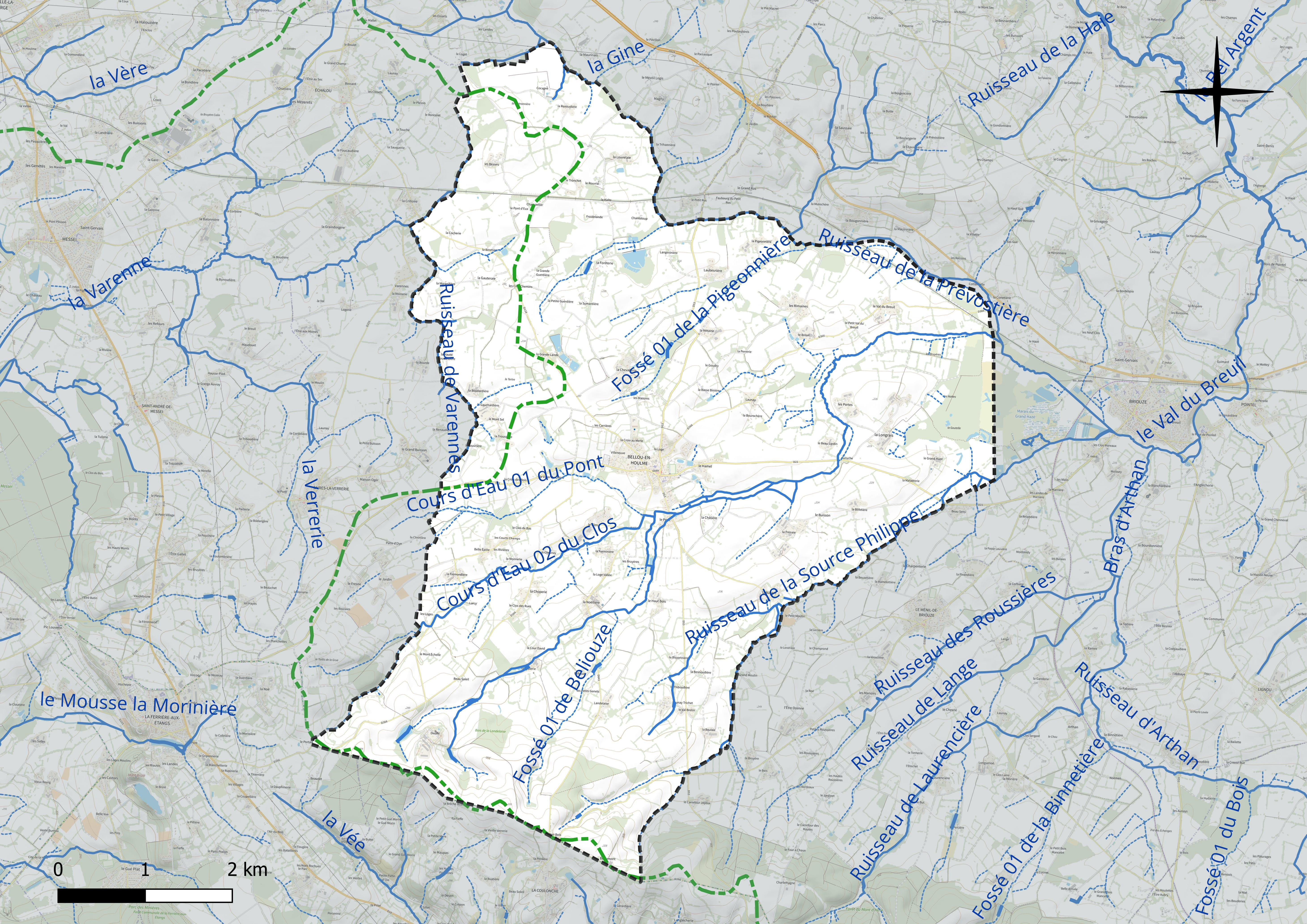
Réseau hydrographique de Bellou-en-Houlme.

Le Val du Breuil, d'une longueur de 17 km, prend sa source dans la commune  et se jette  dans la Rouvre en limite de Briouze et de Pointel, face à Saint-André-de-Briouze, après avoir traversé quatre communes. 

### Climat
Pour des articles plus généraux, voir Climat de la Normandie et Climat de l'Orne.
En 2010, le climat de la commune est de type climat océanique franc, selon une étude du CNRS s'appuyant sur une série de données couvrant la période 1971-2000. En 2020, Météo-France publie une typologie des climats de la France métropolitaine dans laquelle la commune est exposée à un climat océanique et est dans la région climatique Normandie (Cotentin, Orne), caractérisée par une pluviométrie relativement élevée (850 mm/a) et un été frais (15,5 °C) et venté. Parallèlement le GIEC normand, un groupe régional d’experts sur le climat, différencie quant à lui, dans une étude de 2020, trois grands types de climats pour la région Normandie, nuancés à une échelle plus fine par les facteurs géographiques locaux. La commune est, selon ce zonage, exposée à un « climat contrasté des collines », correspondant au Bocage normand, bien arrosé, voire très arrosé sur les reliefs les plus exposés au flux d’ouest, et frais en raison de l’altitude.
Pour la période 1971-2000, la température annuelle moyenne est de 10,2 °C, avec une amplitude thermique annuelle de 13,6 °C. Le cumul annuel moyen de précipitations est de 926 mm, avec 13,5 jours de précipitations en janvier et 7,8 jours en juillet. Pour la période 1991-2020, la température moyenne annuelle observée sur la station météorologique la plus proche, située sur la commune de Briouze à 6 km à vol d'oiseau, est de 10,9 °C et le cumul annuel moyen de précipitations est de 920,5 mm,. Pour l'avenir, les paramètres climatiques de la commune estimés pour 2050 selon différents scénarios d’émission de gaz à effet de serre sont consultables sur un site dédié publié par Météo-France en novembre 2022.

## Urbanisme

### Typologie
Au 1er janvier 2024, Bellou-en-Houlme est catégorisée commune rurale à habitat dispersé, selon la nouvelle grille communale de densité à sept niveaux définie par l'Insee en 2022.
Elle est située hors unité urbaine. Par ailleurs la commune fait partie de l'aire d'attraction de Flers, dont elle est une commune de la couronne,. Cette aire, qui regroupe 38 communes, est catégorisée dans les aires de 50 000 à moins de 200 000 habitants,.

### Occupation des sols
L'occupation des sols de la commune, telle qu'elle ressort de la base de données européenne d’occupation biophysique des sols Corine Land Cover (CLC), est marquée par l'importance des territoires agricoles (97 % en 2018), une proportion sensiblement équivalente à celle de 1990 (97,3 %). La répartition détaillée en 2018 est la suivante : 
prairies (60,2 %), terres arables (30,4 %), zones agricoles hétérogènes (6,3 %), forêts (1,8 %), zones urbanisées (1,3 %). L'évolution de l’occupation des sols de la commune et de ses infrastructures peut être observée sur les différentes représentations cartographiques du territoire : la carte de Cassini (XVIIIe siècle), la carte d'état-major (1820-1866) et les cartes ou photos aériennes de l'IGN pour la période actuelle (1950 à aujourd'hui).

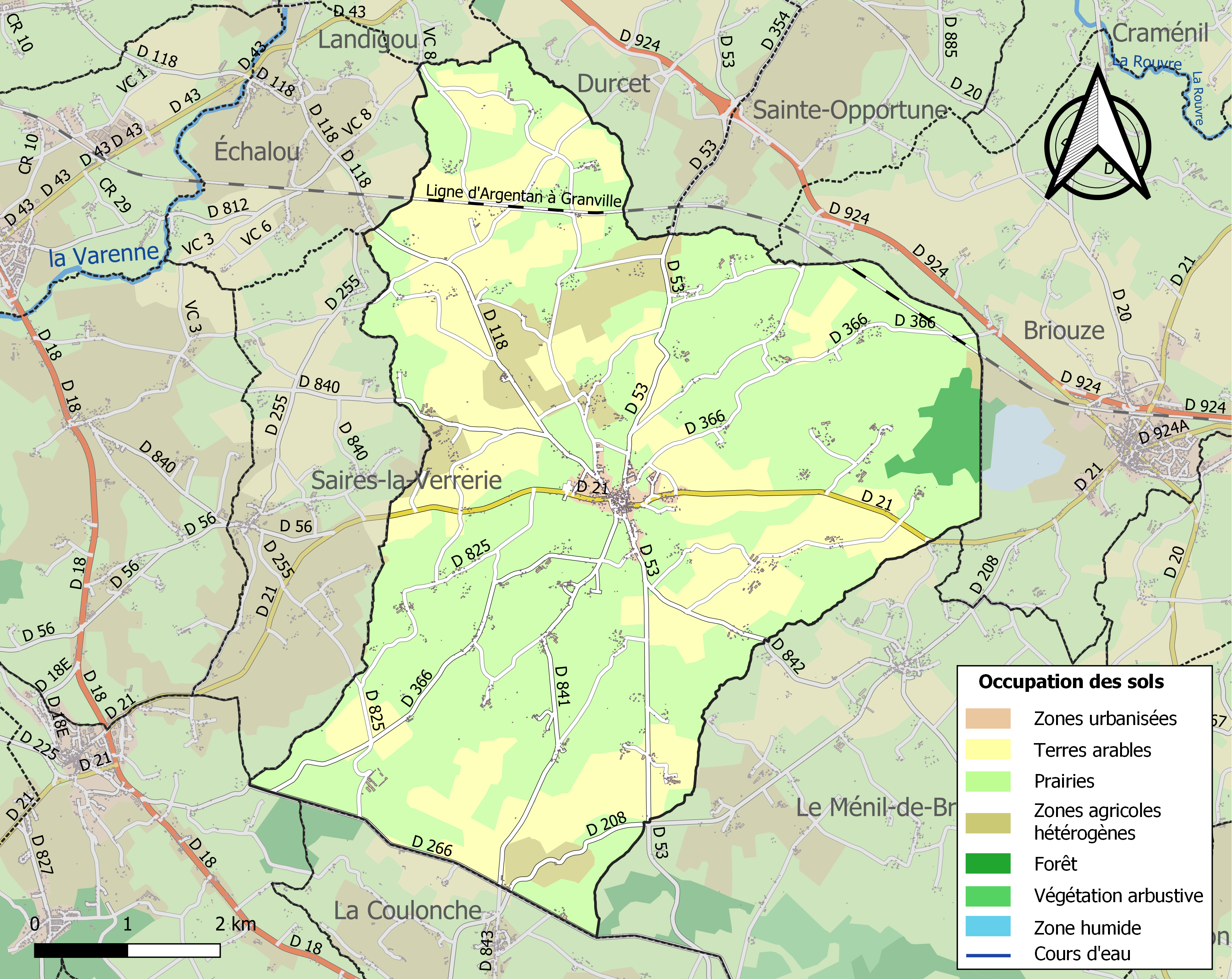
Carte des infrastructures et de l'occupation des sols de la commune en 2018 (CLC).

## Toponymie
Le toponyme est attesté sous la forme Berlo en 1053.
Il serait issu du bas latin emprunté au gaulois berula, « cresson »,.
Houlme est une ancienne contrée de Normandie. Elle correspondait grosso modo à la partie occidentale de l’actuel département de l’Orne.
Le gentilé est Bellouin.

## Politique et administration

### Administration municipale
| Période                                  | Période  | Identité          | Étiquette | Qualité                |
| ---------------------------------------- | -------- | ----------------- | --------- | ---------------------- |
| 1995                                     | 2004     | Bernard Féret     |           | Agriculteur retraité   |
| 2004                                     | mai 2020 | Gérard Bertrand   |           | Agent relation culture |
| mai 2020                                 | En cours | Jean-Marie Gaudin | SE        | Agriculteur retraité   |
| Les données manquantes sont à compléter. |          |                   |           |                        |

Le conseil municipal est composé de quinze membres dont le maire et deux adjoints.

## Démographie
L'évolution du nombre d'habitants est connue à travers les recensements de la population effectués dans la commune depuis 1793. Pour les communes de moins de 10 000 habitants, une enquête de recensement portant sur toute la population est réalisée tous les cinq ans, les populations de référence des années intermédiaires étant quant à elles estimées par interpolation ou extrapolation. Pour la commune, le premier recensement exhaustif entrant dans le cadre du nouveau dispositif a été réalisé en 2005.
En 2022, la commune comptait 1 031 habitants, en évolution de −7,62 % par rapport à 2016 (Orne : −3,21 %, France hors Mayotte : +2,11 %).
Bellou-en-Houlme a compté jusqu'à 2 943 habitants en 1800.
| 1793  | 1800  | 1806  | 1821  | 1831  | 1836  | 1841  | 1846  | 1851  |
| ----- | ----- | ----- | ----- | ----- | ----- | ----- | ----- | ----- |
| 2 566 | 2 943 | 2 410 | 2 763 | 2 868 | 2 859 | 2 810 | 2 877 | 2 872 |

| 1856  | 1861  | 1866  | 1872  | 1876  | 1881  | 1886  | 1891  | 1896  |
| ----- | ----- | ----- | ----- | ----- | ----- | ----- | ----- | ----- |
| 2 862 | 2 667 | 2 624 | 2 651 | 2 603 | 2 208 | 2 121 | 1 920 | 1 876 |

| 1901  | 1906  | 1911  | 1921  | 1926  | 1931  | 1936  | 1946  | 1954  |
| ----- | ----- | ----- | ----- | ----- | ----- | ----- | ----- | ----- |
| 1 840 | 1 730 | 1 676 | 1 439 | 1 426 | 1 383 | 1 307 | 1 265 | 1 246 |

| 1962  | 1968  | 1975 | 1982 | 1990 | 1999 | 2005  | 2006  | 2010  |
| ----- | ----- | ---- | ---- | ---- | ---- | ----- | ----- | ----- |
| 1 155 | 1 072 | 926  | 961  | 912  | 954  | 1 027 | 1 042 | 1 111 |

| 2015  | 2020  | 2022  | - | - | - | - | - | - |
| ----- | ----- | ----- | - | - | - | - | - | - |
| 1 110 | 1 053 | 1 031 | - | - | - | - | - | - |

## Lieux et monuments
- Château de Dieufit, de 1865, faisant l'objet d'une inscription au titre des Monuments historiques depuis le 26 juin 2012[28].
- Église Notre-Dame, en pierre, tour conservant des modillons romans, abside armoriée, ensemble reconstruit en 1718, date sur un transept. Elle abrite des bancs, une clôture du chœur, une sculpture (la Transfiguration) et un maitre-autel classés à titre d'objets[29].
- Gare de Bellou-en-Houlme.

## Activité et manifestations

### Jumelages
- Wehretal (Allemagne) depuis 1992.

### Sports
L'Étoile sportive de Bellou-en-Houlme fait évoluer une équipe de football en division de district.

## Personnalités liées à la commune
- Les du Merle, seigneurs de Bellou-en-Houlme au Moyen Âge, dont le premier fut Foucault du Merle, maréchal de France en 1302.
- Jean His (1782 à Bellou-en-Houlme-1854), homme politique.
- François-Gabriel Bertrand (1797 - 1875 à Bellou-en-Houlme), homme politique, maire de Caen.
- Jules-Félix Gévelot (1826 - 1904 à Bellou-en-Houlme), industriel et homme politique.